# Franz Ludolph Ferdinand von Wildau
Franz Ludolph Ferdinand von Wildau (* 12. August 1725; † 30. September 1794) war ein preußischer Generalleutnant, Chef des Infanterieregiments Nr. 14 und Ritter des Pour le Mérite.

## Leben

### Herkunft
Seine Eltern waren der kaiserliche Hauptmann im Infanterie-Regiment „Walczeck“ Leopold von Wildau und Lindenwiese (†  24. Oktober 1738 in Ratschau bei Temeswar) und dessen Ehefrau Maria Elisabeth Lange (* 27. Juni 1708 in Sagan; † 12. März 1789 in Breslau). Sie war die Tochter des kaiserlichen Leutnants und Bürgers aus Sagan Peter Ludolph Lange.

### Militärkarriere
Wildau ging 1744 in preußische Dienste, kam in das Infanterieregiment „von Schwerin“ Nr. 31 und nahm während des Zweiten Schlesischen Krieges an der Belagerung von Prag teil. Am 20. September 1748 wurde er Sekondeleutnant, avancierte am 10. Mai 1757 zum Premierleutnant, am 28. März 1769 zum Stabskapitän und am 26. Juli 1762 zum Kapitän und Kompaniechef. Im Jahr 1768 wurde er zum Major befördert, dann am 13. Januar 1771 zum Oberstleutnant und am 6. Juli 1775 zum Oberst. Im Jahr 1780 wurde er zum Kommandeur des Infanterieregiments „von Thadden“ Nr. 33. Am 30. Dezember 1786 wurde er zum Chef des Infanterieregiments „Henckel“ Nr. 14 ernannt. Am 21. Mai 1787 folgte die Beförderung zum Generalmajor. Bei der Revue in Heiligenbeil im Juni 1789 erhielt er den Orden Pour le Merite. Am 1. Januar 1795 wurde er noch Generalleutnant.
Er kämpfte im Siebenjährigen Krieg bei Breslau, Kolin, Kay (verwundet), und Torgau und auch im Bayerischen Erbfolgekrieg.
Während des Krieges in Polen erkrankte er und starb am 20. September 1794 in Pultusk am Fieber.
Er muss – für die damalige Zeit sehr ungewöhnlich – ein guter Hobbykoch gewesen sein. Sein Adjutant Hermann von Boyen berichtet, dass man beim General immer sehr gut gespeist habe.

### Familie
Wildau heiratete am 6. November 1765 in Breslau Johanna Julia Hoffmann (* 1745; † 1. Februar 1771). Das Paar hatte eine Tochter:
- Friederike Juliane (* 24. Januar 1771) ⚭ Friedrich von Lindeiner (* 1769; † 1838), Hauptmann